# Philippe de Ternant
Philippe de Ternant (1400 – 1456) fu signore di Ternant e de la Motte. Prefetto di Parigi nel 1436. Appartenente all'ordine dei Cavalieri del toson d'oro di cui fa parte con il brevetto n. 22 dato dal suo fondatore, il duca Filippo III di Borgogna detto il buono.

## Biografia

Figlio di Ugo di Ternant e di Alice de Nory signora de la Motte de Thoisy (sua seconda moglie). Si sposa con Isabella de Roye, dalla quale ebbe un figlio chiamato Carlo Ferdinando di Ternant.